# Uit de school geklapt (televisieserie)
Uit de school geklapt is een twaalfdelige  Nederlandse televisieserie van de NCRV uit 1993, gebaseerd op het gelijknamige boek uit 1985 van Koos Meinderts en Harrie Jekkers. De serie werd opgenomen op scholengemeenschap De Gemeenlanden in Huizen, uitgezonden op Nederland 1 van januari tot maart 1993 en voor het eerst herhaald van december 1993 tot februari 1994.

## Verhaal
Het verhaal gaat over het wel en wee van de leerlingen van de mavo-leao-klas 3c van het Hugo de Groot-scholengemeenschap, een gezellige klas, hoewel sommige leraren daar anders over denken. Maar ook de directeur, de docenten en de conciërge worden gedurende één schooljaar gevolgd. Daarbij komen allerlei gebeurtenissen en problemen aan de orde, zoals vergaderingen, de sportdag, een reünie, ordeproblemen, een scholierenstaking (tegen de kruisraketten), de houding tegenover homofielen en etnische minderheden, een bijeenkomst van een sekte in de kantine, een werkweek, de vut, de schoolbegeleiding (door een andragoog), conflicten tussen docenten, een schoolreis enzovoort.
Joop de Wit, hij is de conciërge en van middelbare leeftijd, begrijpt de leerlingen wel. Hij heeft weinig last van zijn geweten en samen met de handel van zijn achterneef Thijs, die poogt grote hoeveelheden goederen af te zetten bij de leerlingen die deze meestal helemaal niet nodig hebben, brengt dat hem weleens in de problemen.
De directeur, Herman van Dam, drinkt graag een glas whiskey tijdens schooltijd en wanneer iemand zonder te kloppen zijn kamer binnen komt wordt hij boos omdat hij dan geen tijd heeft de fles whiskey en het glas in zijn la te verstoppen. Later besluit hij de whiskey uit een donker glas te drinken zodat het net water lijkt.

## Afleveringen
| Aflevering | Titel                               | Uitzenddatum     |
| ---------- | ----------------------------------- | ---------------- |
| 1          | De nieuwe leraar                    | 4 januari 1993   |
| 2          | Jarig is anders!                    | 11 januari 1993  |
| 3          | Niet zomaar een koffertje           | 18 januari 1993  |
| 4          | Klokkie kopen..?                    | 25 januari 1993  |
| 5          | Het moet wel een verrassing blijven | 1 februari 1993  |
| 6          | Is het voor een punt?               | 8 februari 1993  |
| 7          | Operatie kantine-bezem              | 15 februari 1993 |
| 8          | Sjoemelen voor Mbezi                | 22 februari 1993 |
| 9          | Handel is oorlog                    | 1 maart 1993     |
| 10         | Lieve leraren                       | 8 maart 1993     |
| 11         | En nou ben je d'r bij               | 15 maart 1993    |
| 12         | Hoe groener, hoe groter             | 22 maart 1993    |

## Rolverdeling
| Personage                | Acteur/actrice               | Functie                  |
| ------------------------ | ---------------------------- | ------------------------ |
| Joop de Wit              | Peter Bos (als Peter Noland) | conciërge                |
| achterneef Thijs         | George van Houts             |                          |
| directeur Herman van Dam | Herman Vinck                 |                          |
| Marcel Koopmans          | Geert Lageveen               | leraar Nederlands        |
| Marjo Blok-Jansen        | Ria Marks                    | lerares maatschappijleer |
| mevrouw De Bruin         | Nelly Frijda                 | lerares Duits            |
| meneer Meeuwissen        | Maarten Spanjer              | gymnastiekleraar         |
| Van der Sluis            | Hugo Metsers                 | leraar verkoopkunde      |
| Hilde van der Sluis      | Gerrie van der Klei          |                          |
| Bianca Batenburg         | Katja Schuurman              |                          |
| Sylvia Koek              | Iole Elderhorst              |                          |
| Errol Vink               | Winston Rodriguez            |                          |
| Johnny Terweyden         | Michiel Hulsbergen           |                          |
| Guus Berendsen           | Maarten Ooms                 |                          |

## Medewerkers
- Joost Ranzijn - regie
- Harrie Jekkers - scenario
- Koos Meinderts - scenario
- Robert Jan Stips - muziek